# Большепоповский сельсовет
Большепоповский сельсове́т — сельское поселение в Лебедянском районе Липецкой области. 
Административный центр — село Большое Попово.

## История
В соответствии с законами Липецкой области №114-оз от 02.07.2004 и №126-оз от 23.09.2004 Большепоповский сельсовет наделён статусом сельского поселения, установлены границы муниципального образования.

## Население
| 2010 | 2012  | 2013  | 2014  | 2015  | 2016  | 2017  | 2018  | 2021  |
| ---- | ----- | ----- | ----- | ----- | ----- | ----- | ----- | ----- |
| 2142 | ↘2066 | ↘1997 | ↘1946 | ↗1978 | ↘1930 | ↘1861 | ↘1822 | ↗2053 |

## Состав сельского поселения
| № | Населённый пункт    | Тип населённого пункта       | Население |
| - | ------------------- | ---------------------------- | --------- |
| 1 | Большое Попово      | село, административный центр | 705       |
| 2 | Волотовские Дворики | деревня                      | 6         |
| 3 | Волотовские Озерки  | деревня                      | 1         |
| 4 | Калиновка           | деревня                      | 32        |
| 5 | Красивая Меча       | деревня                      | 0         |
| 6 | Сахарного Завода    | посёлок                      | 1162      |
| 7 | Тёплое              | село                         | 224       |
| 8 | Хмелевка            | деревня                      | 12        |